# How-to
How-to (ou howto) é um termo em inglês utilizado para designar um manual escrito com um objectivo específico em mente. A tradução para o português é "como […]r", no sentido de "como fazer". Este tipo de manual é geralmente destinado a leitores com poucos conhecimentos técnicos sobre o assunto, e não entra geralmente em grandes detalhes teóricos sobre a abordagem, já que o objectivo é conseguir esse determinado objectivo. Assim, um how-to refere-se sempre ao objectivo, por exemplo: "How-to install NFS" (como instalar NFS. A vulgarização do termo permitiu, entretanto, títulos mais abreviados, como apenas "HOWTO NFS", donde se depreende que o guia trata sobre a instalação do sistema de ficheiros NFS.